# أحمد أبو سليم
أحمد أبو سليم (14 ديسمبر 1965-21 يونيو 2025) شاعر وأديب أردني من أصول فلسطينية.

## عن حياته
ولد في 14 ديسمبر 1965 في الزرقاء في الأردن. أنهى دراسة الثانوية العامة في مدرسة معاوية بن أبي سفيان بالزرقاء سنة 1983. سافر إلى تركيا لإتمام دراسته الجامعية ثم تركها مغادرًا إلى الاتحاد السوفيتي ليحصل على بكالوريوس في الهندسة الميكانيكية من جامعة الصداقة بين الشعوب في موسكو عام 1992. شارك ببرنامج أمير الشعراء، وحصل على لقب شاعر القضية. له قصص قصيرة وقصائد ومقالات منشورة في الصحف الأردنية والعربية. شارك في عدد كبير من المهرجانات في العواصم العربية. عضو في رابطة الكتّاب الأردنيين، والاتحاد العام للأدباء والكتاب العرب، واتحاد كتاب الإنترنت العرب. ترجمت بعض قصائده إلى اللغة الإنجليزية، وصدرت في كتاب سلسلة شعراء عرب معاصرون، ونشرت بعض القصائد في المجلة الأمريكية (الحياة والأساطير)، وعلى مواقع إلكترونية أخرى.
توفي يوم السبت الموافق 21 يونيو 2025.

## أعماله
- «دمٌ غَريب» (شعر): المؤسسة العربية للدراسات والنشر، بيروت،2005
- «مذكرات فارس في زمن السقوط» (شعر): دار كنعان للطباعة والنشر/دمشق، ومؤسسة عيبال للدراسات والنشر/قبرص 2006
- «البوم على بقايا سدوم» (شعر)، دار نعمان للثقافة‘ جونيه، لبنان 2008
- «آنستُ داراً» (شعر): دار نعمان للثقافة، جونيه، لبنان 2010
- «الريح لا تكفي الوحيد» (مجموعة شعرية مشتركة مع شعراء عرب)، 2010
- «الحاسة صفر» (رواية): دار فضاءات للطباعة والنشر، عمان 2011
- «ناجي العلي – نبض لم يزل فينا» (دراسة توثيقيَة بالاشتراك مع سليم النجار ونضال القاسم)، 2013
- «الكنعاني» (دراسة توثيقية بالاشتراك مع صلاح أَبو لاوي ونضال القاسم)، 2015
- «ذئاب منوية» (رواية): دار الفارابي، بيروت 2016
- «ضد قلبك» (شعر): دار فضاءات للطباعة والنشر، عمان 2017
- «كوانتوم» (رواية): دار فضاءات للطباعة والنشر، عمان 2018
- «بروميثانا» (رواية): دار هبة للنشر والتوزيع ودار الخليج للنشر، عمان 2020
- «دمهم مطر» (شعر): بالانجليزية، ضمن سلسلة مبدعون عرب، ترجمة نزار سرطاوي، اصدارات رابطة الكتاب الاردنيين
- «أزواد» (رواية): 2023
- "باباس" (رواية): دار الفينيق للنشر والتوزيع، عمان 2024.[5]

## الروابط الخارجية
- أحمد أبو سليم، وزارة الثقافة الأردنية.
- أحمد أبو سليم على موقع بوابة الشعراء
- أحمد أبو سليم على موقع أرشيف الشارخ